# Tim Schafer
Timothy Schafer (California, 26 de Julho de 1967) é um designer de jogos norte-americano. Em janeiro de 2000 ele fundou sua própria empresa com o nome de Double Fine Productions, depois de ter passado uma década na LucasArts. Schafer é mais conhecido como sendo o designer de grandes títulos como Full Throttle, Grim Fandango, Psychonauts e Brütal Legend, e co-designer de clássicos como The Secret of Monkey Island e Day of the Tentacle. Ele também é bastante conhecido na indústria de jogos eletrônicos por seu estilo de escrita e story-telling de comédia.